# Gmina Voćin
Gmina Voćin (chorw. Općina Voćin) – gmina w Chorwacji, w żupanii virowiticko-podrawskiej. W 2011 roku liczyła 2382 mieszkańców.

## Miejscowości
Miejscowości wchodzące w skład gminy Voćin:

- Bokane
- Ćeralije
- Dobrić
- Donje Kusonje
- Đuričić
- Gornje Kusonje
- Gornji Meljani
- Hum
- Hum Varoš
- Kometnik-Jorgići
- Kometnik-Zubići
- Kuzma
- Lisičine
- Macute
- Mačkovac
- Novo Kusonje
- Popovac
- Rijenci
- Sekulinci
- Smude
- Voćin